# Mazzocco
Mazzocco (El Massoco /el ma'sɔko/ in veneto) è una località del comune di Mogliano Veneto. Costituisce inoltre una delle nove circoscrizioni del comune (quartiere 4 - Mazzocco-Torni).

## Vie di comunicazione e sviluppo urbano
L'abitato si è sviluppato alla fine di via Ronzinella, vale a dire all'estremità Est del centro di Mogliano, in prossimità del confine con il comune di Marcon. Il suo territorio è assai urbanizzato, tant'è che oggi risulta quasi inglobata a Mogliano stessa. Cuore del paese è la chiesa parrocchiale, dedicata al Cuore Immacolato di Maria.

Presso la località Torni ha sede l'ospedale psichiatrico Costante Gris.

## Storia
Solo da pochi decenni si è potuto parlare di un vero e proprio centro abitato. Precedentemente, infatti, Mazzocco era solo la denominazione di una località di campagna che, tra l'altro, si trovava 1,5 km più ad est dell'attuale, presso il confine con Marcon, dove tutt'oggi si trova un nucleo abitato che l'ISTAT indica come Mazzocco Vecchio. In questi luoghi sorgeva un palazzo signorile, proprietà appunto, della famiglia Mazzocco. Della villa sopravvisse, sino agli anni cinquanta, la piccola cappella che servì le esigenze religiose della comunità.
Ancora nell'Ottocento, la località era denominata Maccatrozzi, poiché qui vivevano alcune famiglie che portavano il cognome di Maccatrozzo. Nelle mappe più antiche era indicata come Marturigo.
A partire dal secondo dopoguerra il toponimo si è poi esteso al nuovo quartiere sorto all'incrocio tra via Sassi e via Ronzinella, che le carte IGM indicavano come "crocicchio Sassi".
Per quanto riguarda i Torni, la località prende il nome dalla famiglia Battistiol Torni che possedeva la villa attuale sede dell'istituto Gris.

## Monumenti e luoghi d'interesse

### Chiesa parrocchiale
Consacrata il 13 settembre 1965 e intitolata al Cuore Immacolato di Maria, è opera dell'architetto Pietro Del Fabro in collaborazione con il figlio Antonio. Da ricordare due crocifissi in legno scolpiti da artisti della val Gardena e una statua lignea dipinta, opera di Fernando Prinot di Ortisei.

### Villa Prizzon
La facciata di questo edificio, che sorge di fronte alla parrocchiale, è divisa in cinque da quattro lesene che reggono l'ampio timpano. I due unici piani sono divisi da una cornice marcapiano.

Era parte del complesso anche un oratorio dedicato a Sant'Antonio, demolito nella seconda metà del XIX secolo.

Ai primi del Settecento la villa fu dei Lameri, passando poi a Michele Bernardi e quindi a Carlo Tironi e ai suoi eredi. Nel secolo scorso fu poi agli Antonini, quindi dei Carlotto e poi di Vittorio Pennati. Attualmente è dei Prizzon.

### Villa Tomasini Degna
Il palazzo è stato più volte rimaneggiato e ampliato, specialmente dopo essere stato adibito a casa di riposo. All'edificio, che si articola in un corpo centrale e in due ali aggiunte successivamente, era annesso anche un oratorio dedicato al Santissimo Crocifisso.

Dopo essere stato a lungo proprietà dei nobili Tomasini Degna, nel 1898 fu affittato e poi acquistato dall'istituto Gris per trasferirvi la sezione maschile del pellagrosario. Oggi ospita il settore geriatrico dell'ospedale psichiatrico.

### Villa Torni

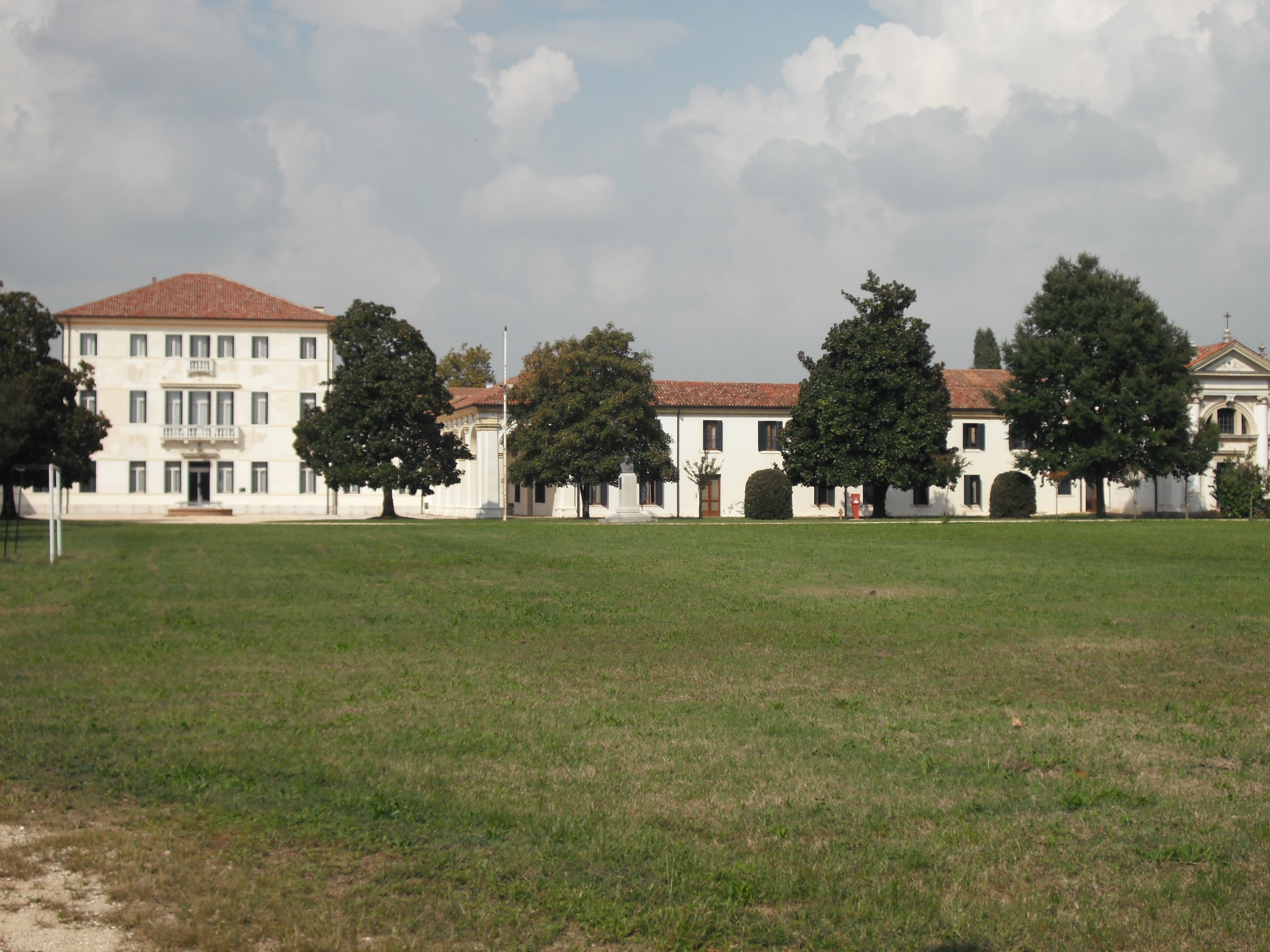
Villa Torni.

In via Torni, nella località omonima. È un ampio complesso di origini secentesche. Gli interni del corpo centrale sono affrescati con dipinti di Giambattista Crosato rappresentanti scene dell'Orlando Furioso. Di fronte alla villa, nel 1932 è stato eretto un busto di Costante Gris, opera di Giuseppe Vasco Vian, mentre alla destra sorge la chiesetta.

Nel XVIII secolo la villa fu di Daniele Fedan e poi dei Battistiol Torni. Fu poi della congregazione di carità di Venezia e infine venne acquistata dall'ing. Costante Gris che, nel 1883, ne fece un pellagrosario. Esaurita l'emergenza pellagra, l'edificio è divenuto ed è tuttora un ospedale psichiatrico, intitolato al suo fondatore. Passò di qui anche il pittore Gino Rossi, il quale, negli ultimi anni della sua esistenza, fu ricoverato in diversi manicomi.

## Manifestazioni
- Sagra di Mazzocco - metà di Agosto.